# SOS Animal - Portugal

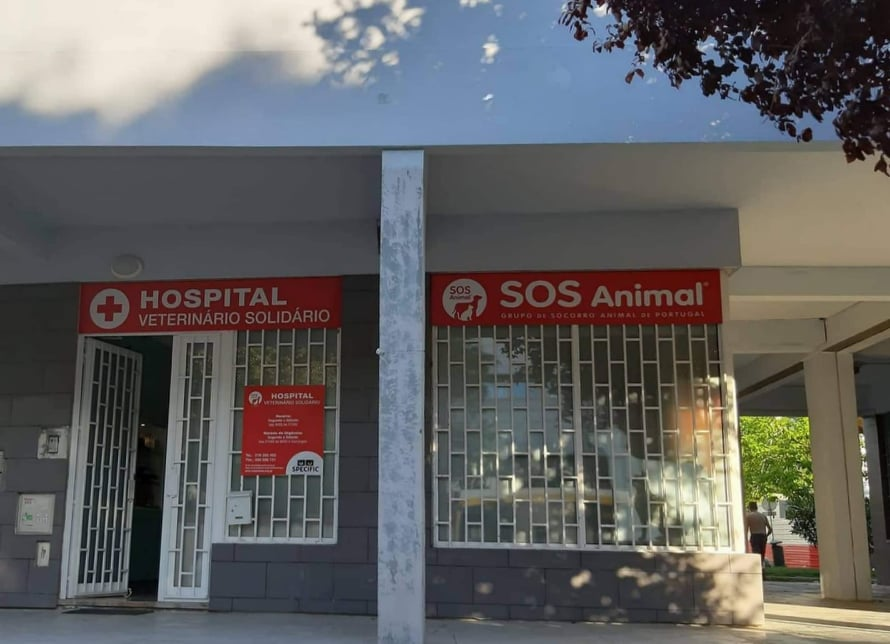
Hospital Veterinário Solidário
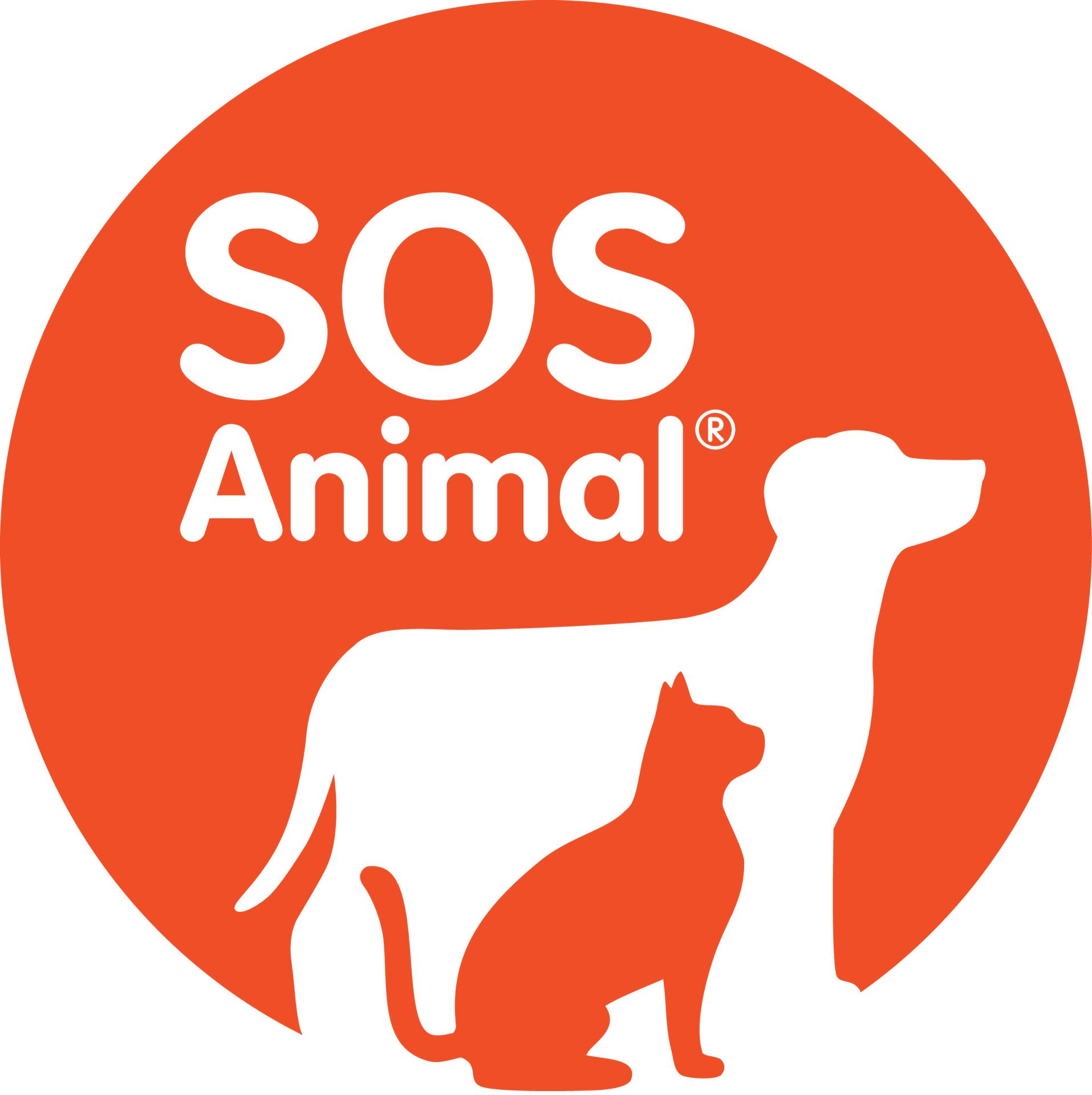
SOS Animal

A SOS Animal - Portugal foi fundada em Lisboa em 2004, legalmente constituída como Organização Não-Governamental (ONG) a 12 de março de 2007 e acreditada pela Agência Portuguesa do Ambiente (APA) em maio de 2018 com o estatuto de Organização Não-Governamental de Ambiente (ONGA), de âmbito nacional. 

## História
Em 2015 inaugurou o 1º Hospital Veterinário Solidário (HVS) em Portugal, totalmente equipado, localizado no bairro social da Horta Nova, em Lisboa.
No âmbito social, o HVS tem como principais atividades recuperar e esterilizar Animais abandonados, maltratados, errantes, fornecendo-lhes cuidados médico-veterinários e levando-os a famílias adotivas definitivas, assim como prestar assistência médico-veterinária a Animais provenientes de famílias comprovadamente carenciadas.

## Hospital Veterinário Solidário
O Hospital Veterinário Solidário SOS Animal, único em Portugal, pretende contribuir para a gestão destes casos.Sem quaisquer apoios ou subsídios estatais, o modelo de gestão depende dos serviços clínicos (consultas e tratamentos) que disponibilizam a preços de tabela para financiar as situações de natureza social. Não apenas no que diz respeito a rendimentos comprovadamente reduzidos mas também a animais de rua.
É fundamental que quem contacta o Hospital Veterinário Solidário o faça sabendo que a SOS Animal – Portugal é uma organização sem fins lucrativos que baseia o seu trabalho em quotas e em donativos.

## Reconhecimento Público
Em junho de 2017 a SOS Animal foi agraciada com a Medalha de Mérito da Junta de Freguesia do Lumiar, pelo trabalho desenvolvido junto da comunidade local.
Em novembro de 2018 a SOS Animal recebeu uma Menção Honrosa pelo apoio prestado à Fénix – Associação Nacional de Bombeiros e Agentes de Proteção Civil (ANBAPC).

## Ligações Externas
- https://www.sosanimal.com/
- https://www.instagram.com/sosanimalportugal/
- https://www.facebook.com/sosanimal.ong.pt/